# Eu Sou Seu Fã
Eu Sou Seu Fã é o álbum do cantor Amado Batista, lançado pela BMG/RCA em 1991. Ganhou o disco de platina no Brasil.

## Faixas
| N.º            | Título                    | Duração |  |
| 1.             | "Império dos Sentidos"    | 02:33   |  |
| 2.             | "Eu Sou Seu Fã"           | 02:41   |  |
| 3.             | "Reclamando Sua Ausência" | 04:02   |  |
| 4.             | "Outra Canção de Amor"    | 02:16   |  |
| 5.             | "Princesa"                | 03:42   |  |
| 6.             | "Como É Bom Amar Você"    | 03:05   |  |
| 7.             | "Mar de Carinhos"         | 03:31   |  |
| 8.             | "Um Avião de Mulher"      | 03:14   |  |
| 9.             | "Cara de Santa"           | 03:05   |  |
| 10.            | "Morro de Ciúmes Dela"    | 02:44   |  |
| 11.            | "Sua Partida"             | 03:10   |  |
| 12.            | "I Love You"              | 02:56   |  |
| Duração total: | Duração total:            | 37:21   |  |

## Tabelas
| Parada musical (1991) | Posição |
| --------------------- | ------- |
| Brasil (Nopem)        | 2       |

| Parada musical (1991) | Posição |
| --------------------- | ------- |
| Brasil (Nopem)        | 32      |